# Apogonia striatipennis
Apogonia striatipennis är en skalbaggsart som beskrevs av Frey 1971. Apogonia striatipennis ingår i släktet Apogonia och familjen Melolonthidae. Inga underarter finns listade i Catalogue of Life.